# 22405 Ґавіоліремо
22405 Ґавіоліремо (22405 Gavioliremo) — астероїд головного поясу, відкритий 19 липня 1995 року.
Тіссеранів параметр щодо Юпітера — 3,573.